# Mehrfamilienhaus Elfenweg 6
Das Mehrfamilienhaus Elfenweg 6, Haus Handwerk am Karl-Olfers-Platz, Ecke Delftstraße, in der niedersächsischen Kreisstadt Cuxhaven im Landkreis Cuxhaven stammt vom ersten Drittel des 20. Jahrhunderts.
Aktuell (2024) wird es durch Büros der Kreishandwerkerschaft Cuxhaven-Land Hadeln, Wohnungen und ein Restaurant genutzt.
Das Gebäude steht unter Denkmalschutz (siehe auch Liste der Baudenkmale in Cuxhaven).

## Geschichte und Beschreibung
Die Einwohnerzahlen von Cuxhaven stiegen nach Ende des Ersten Weltkriegs durch das Fischereigewerbe stark. Die Platzrandbebauung am Karl-Olfers-Platz an der Einmündung Elfenweg entstand Ende der 1920er Jahre im Rahmen von Stadterweiterungsmaßnahmen südwestlich der Innenstadt nach Entwürfen der Architekten Richard Alberts und P. H. Noris für die Wohnungsbaugenossenschaft Bauhütte Cuxhaven. Sie besteht aus vier- und sechsgeschossigen Wohn- und Geschäftshäusern in kubischen Bauformen, mit Flachdächern sowie glattflächigen Fassaden aus Backsteinmauerwerk mit horizontal gegliederten Fensterbändern sowie torartigen Einfassungen. Die blockhafte Backsteinarchitektur steht in der Tradition der norddeutschen Backsteinbauweise, die u. a. durch den Hamburger Baudirektor Fritz Schumacher stark gefördert wurde. Die kubischen Bauformen mit betont ruhiger Gliederung sind zeitgenössische Impulse des Neuen Bauens.

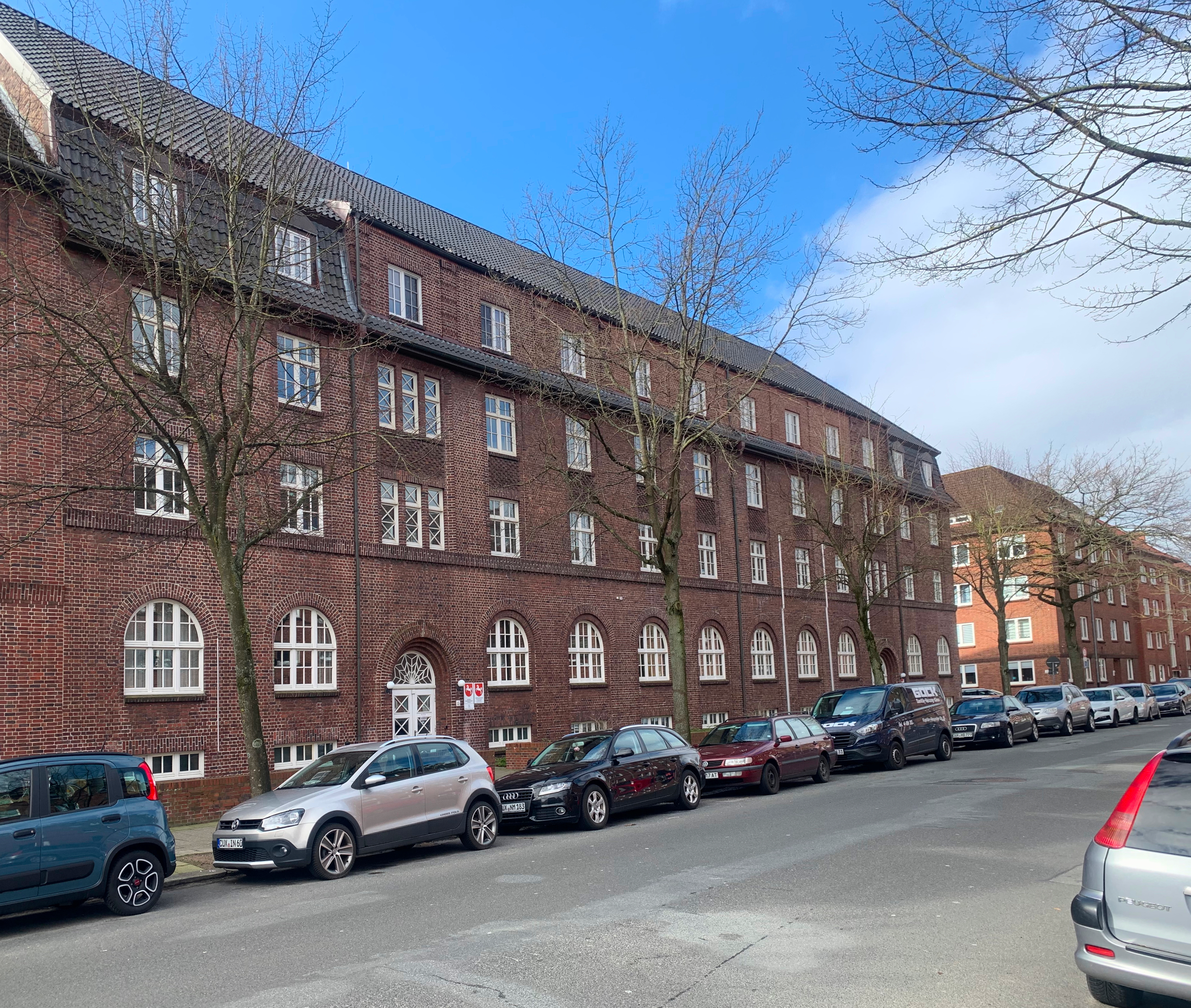
Elfenweg

Der Karl-Olfers-Platz wurde 1966 nach dem Cuxhavener Oberbürgermeister Karl Olfers (1888–1968) (SPD) benannt. Der Elfenweg erhielt seinen Namen nach den Bewohnerinnen des Frauen- und Ledigenheimes („Elfenheim“), für die Arbeiterinnen in der Fischindustrie (1926–1975), die von der Bevölkerung auch als Elfen bezeichnet wurden.
Das sechsgeschossige traufständige Gebäude als Mehrfamilienhaus mit Satteldach wurde von 1928 bis 1930 im Bauhaus-Stil gebaut nach Plänen von Richard Alberts für die Bauhütte Cuxhaven gebaut. Die Blockrandbebauung mit dem markantem kubischen Abschluss hat eine Fassade mit breiten Wandbereichen in rotem Backsteinmauerwerk, horizontaler Bänderung durch Backsteinfriese in Sturz- und Sohlbankhöhe sowie querrechteckig gelagerte Fensterformate. Das Dachgeschoss als Trockenboden erhielt kleine Dachbodenfenster.
Das Landesdenkmalamt befand u. a.: „… Diese Wohnbebauung ist beispielhaft für die siedlungs- und stadtbaugeschichtliche Entwicklung Cuxhavens in der Weimarer Republik …“